# Мельникова Ірина Миколаївна
Ірина Миколаївна Мельникова (*1918, м. Мена, Чернігівська область. — †3 листопада 2010, м. Київ) — український історик Словаччини та Чехії. Богемістка. Доктор історичних наук. Член-кореспондент НАН України.

## Біографія
Закінчила Київський університет (1940). З початком німецько-радянського військового конфлікту евакуйована до Казахстану, до м. Чимкент. Викладання історії почала у вимушеній еміграції, в Південно-Казахському вичтельському інституті (1941—1942).
Навчалася в аспірантурі Об'єднаного українського державного університету м. Кзил-Орда (Тува). У Києві захистила дисертацію «Політика російського уряду щодо України у 1725—1740 роки» (науковий керівник А. Введенський) (1946), але після цього залишила україністику, аби присвятити себе богемістиці та західній славістиці.
Дружина історика А. Лихолата.

## Наукова діяльність
1947—1959 — старший науковий співробітник Інституту слов'янознавства Академії наук СРСР (Москва). Саме там починає досліджувати політичну історію Чехії, Словаччини та Закарпаття, яке щойно було анкесоване на користь СРСР.
З 1957 фактично працювала у Києві, в Інституті історії АН УРСР. Там же у 1961 захистила докторську дисертацію на тему «Класова боротьба в Чехословаччині в період тимчасової часткової стабілізації капіталізму (1924–1929 рр.)». Ця робота донині залишається найповнішою з історії політичних партій Чехії 1920-х років, які були написані в Україні.
У 1965–1988 – завідувач відділу історії міжнародних відносин соціаліст. країн, із 1988 – головний науковий співробітник. У 1973 обрана членом-кореспондентом АН УРСР (1973). У 2002 присвоєно почесне звання «Заслужений діяч науки і техніки України».
У 1970-ті роки була провідним вченим з історії європейських країн, одним з небагатьох — з історії Словаччини і Чехії. Налагоджувала співпрацю із профільними історичними закладами академії наук Болгарії, Чехії, Польщі. Після відновлення української незалежності, формувала порядок денний вивчення історії міжнародних зв'язків України в новітній час.

## Нагороди
- Орден Трудового Червоного Прапору (1967).
- Премія ім. Д. Мануїльського АН УРСР (1976).
- Грамота Президії ВР УРСР (1976).
- Орден Дружби народів (1978).
- Почесна грамота Президії ВР УРСР (1982).
- Орден Жовтневої революції (1986).
- Нагрудний знак МОН України «Відмінник освіти України» (1996).
- Орден князя Ярослава Мудрого 5-го ступ. (2008).
- Медаль імені Людовита Штура Словацької академії наук.

## Основні праці
- Зовнішня політика України в умовах глобалізації: Анот. іст. хроніка. – К., 2004 (у співавт.).
- Україна і Європа (1990–2000 рр.): Анот. іст. хроніка: В 2 ч. – К., 2001 (у співавт.).
- Украинско-чехословацкие интернациональные святи. – К., 1989 (у співавт.).
- Деятельность обществ дружбы с СССР в странах социалистического содружества. – К., 1987 (у співавт.).
- Укрепление братской дружбы и сотрудничества стран социалистического содружества. – К., 1987 (у співавт.).
- Сотрудничество общественных организаций стран социализма. – К., 1983 (у співавт.).
- Породненные социалистическим интернационализмом. Дружественные связи и сотрудничество породненных областей и городов УССР и братских стран социализма. – К., 1980 (у співавт.).
- За дружбу з країною Великого Жовтня. Діяльність товариств дружби з СРСР в європейських соціалістичних країнах. – К. 1977 (у співавт.).
- На магістралях дружби і братерства. Участь Української РСР у співробітництві Радянського Союзу з європейськими соціалістичними країнами (1966–1970 рр.). – К., 1974 (у співавт.).
- 3 історії зарубіжних соціалістичних країн. – К., 1971 (у співавт.).
- Інтернаціональна сила ленінських ідей. – К., 1970 (у співавт.).
- Зарубіжні інтернаціоналісти в рядах борців за владу Рад на Україні. – К., 1967 (у співавт.).
- Великий Жовтень і міжнародний робітничий та національно-визвольний рух. – Львів, 1967 (у співавт.).
- Украинская ССР и зарубежные социалистические страны. – К., 1965 (у співавт.).
- Классовая борьба в Чехословакии в 1924–1929 гг. – М., 1962.
- История Чехословакии. – М., 1960 (у співавт.).